# Tasmanipatus anophthalmus
Espèce
Statut de conservation UICN

 EN B1+2bc : En danger
Tasmanipatus anophthalmus est une espèce d'Onychophores de la famille des Peripatopsidae.

## Distribution
Cette espèce est endémique de Tasmanie, elle se rencontre au nord-est de l'île sur un territoire de 152 km2,.

## Description
Le corps est d'un blanc pur, et l'espèce est dépourvue d'yeux (d'où son nom anglais de "blind velvet worm").
Les femelles adultes peuvent atteindre 50 mm.

## Publication originale
- Ruhberg, Mesibov, Briscoe & Tait, 1991 : Tasmanipatus barretti gen. nov., sp. nov. and T. anophthalmus sp. nov.: two new and unusual onychophorans (Onychophora: Peripatopsidae) from northeastern Tasmania. Papers and Proceedings of the Royal Society of Tasmania, vol. 125, p. 7-10.